# Léon Flameng
Léon Flameng (ur. 30 kwietnia 1877 w Paryżu, zm. 2 stycznia 1917 w Ève) – francuski kolarz, uczestnik I nowożytnych Igrzysk Olimpijskich w Atenach.
Flameng wystartował na 4 dystansach podczas ateńskich igrzysk. Swój pierwszy start – na najkrótszym dystansie 333 1/3 metra zakończył na piątej pozycji z czasem 27 sekund. Im większa odległość do pokonania – tym lepiej spisywał się Francuz: w sprincie na 2 km zdobył brązowy medal, na 10 km był drugi (za swym rodakiem Paulem Massonem), natomiast w wyścigu na 100 km zwyciężył zdobywając swój jedyny złoty medal olimpijski. Nigdy nie zdobył medalu mistrzostw świata. W czasie I wojny światowej walczył w armii francuskiej jako pilot. Zginął 2 stycznia 1917 r. w okolicach Ève, ponieważ nie otworzył mu się spadochron.